# Glyceria ischyroneura
Glyceria ischyroneura är en gräsart som beskrevs av Ernst Gottlieb von Steudel. Glyceria ischyroneura ingår i släktet glycerior, och familjen gräs. Inga underarter finns listade i Catalogue of Life.